# Cristo de la Misericordia (Garachico)
El Santísimo Cristo de la Misericordia es una escultura que representa a Jesús de Nazaret crucificado que se venera en la Villa de Garachico al norte de la isla de Tenerife (España). El Cristo fue moldeado mediante la técnica en pasta de maíz por los indios Tarascos de México, lo que se llama Tatzingüe. La imagen se venera en la Parroquia de Santa Ana en Garachico.

## Características
Se trata de una imagen elaborada en pasta de maíz, papelón, tintes vegetales y madera, que se incluye en los llamados "Cristos de Maíz". En Canarias existen otros ejemplos de este tipo de Cristos, como el Santísimo Cristo de Telde en Gran Canaria (con el que el de la Misericordia de Garachico comparte muchos paralelismos anatómicos), el Santísimo Cristo del Planto y el Santísimo Cristo de la Salud de Los Llanos de Aridane en La Palma y el Señor Difunto de Icod de los Vinos situado en la propia isla de Tenerife, entre otros.
El Cristo de la Misericordia pende de una cruz de madera y tiene las tres potencias de oro en su cabeza. La imagen se venera en la capilla de su mismo nombre en la Parroquia de Santa Ana. Cuando la imagen es sacada en procesión se coloca en otra cruz, esta vez de madera revestida de plata.

## Historia
Los indígenas de la región mexicana de Michoacán, los purépecha (llamados tarascos por los conquistadores españoles), elaboraban las esculturas de sus dioses prehispánicos mediante esta técnica. La finalidad era la ligereza de este tipo de esculturas para poder llevarlas al campo de batalla, durante las guerras intestinas de los diversos pueblos nativos de México.
Con la llegada de los españoles, se prohíben realizar estas representaciones paganas, pero la técnica sobrevive aunque ya adaptada a la nueva religión traída por los colonizadores. A partir de aquí se comienzan a elaborar mediante esta técnica imágenes de Santos, Vírgenes y sobre todo de Cristos. Hubo una gran importación de estas imágenes a España, y especialmente a las Islas Canarias, debido a que este archipiélago español era y es "puente de unión" entre tres continentes: Europa, África y América.
Se sabe que el Cristo de la Misericordia fue originalmente venerado en la capilla de la Soledad, y por este hecho fue inicialmente llamado Cristo de la Soledad. No se sabe el año exacto de su llegada a la isla de Tenerife, pero se estima en torno al 1588, fecha de la conclusión de la citada capilla de la Soledad. Según esto, el Cristo sería elaborado en la región michoacana en torno al 1547.

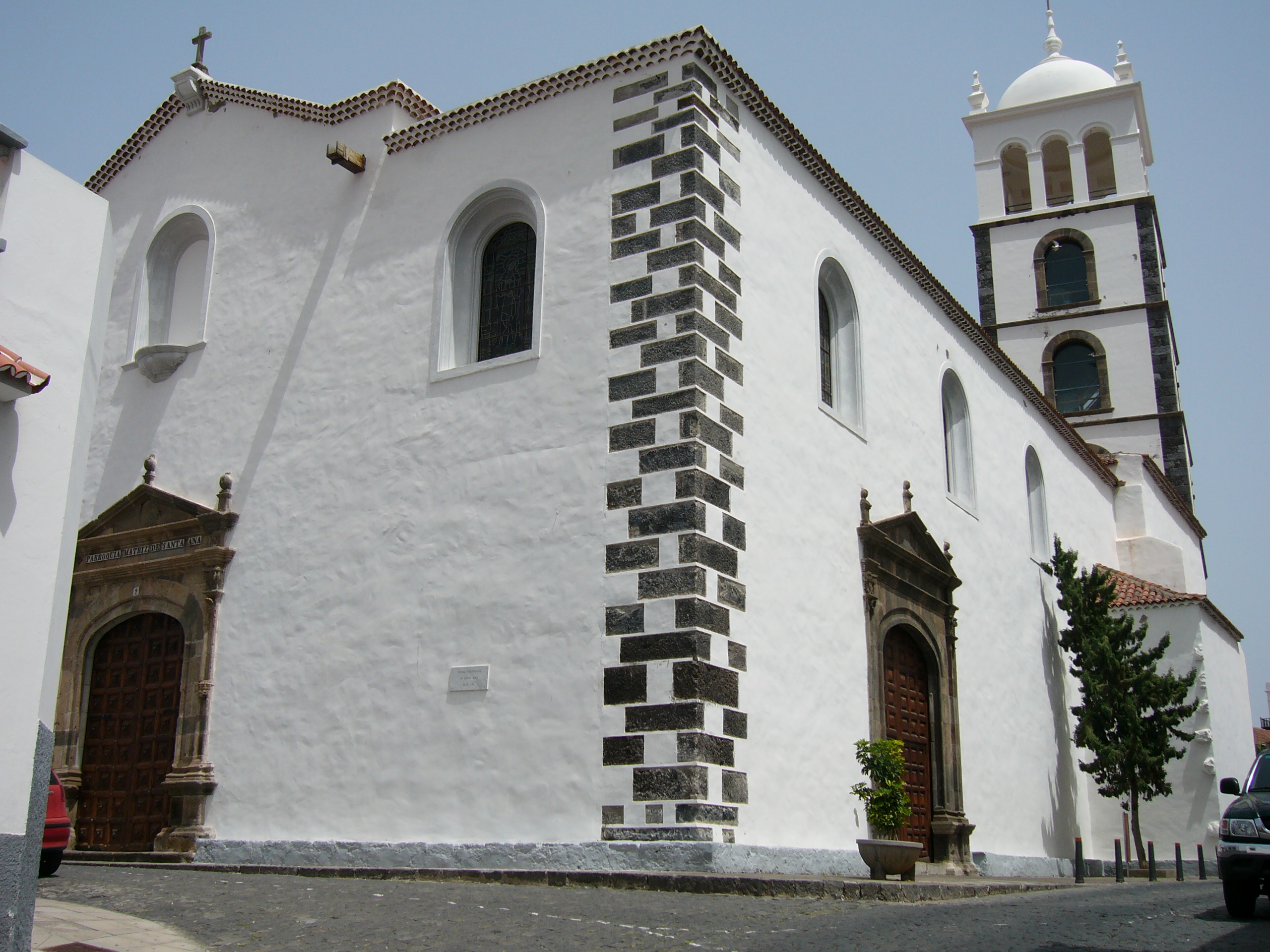
Iglesia de Santa Ana de Garachico, lugar donde se venera el Santo Cristo de la Misericordia.

Curiosamente, del mismo modo que el Cristo del Planto en la isla de La Palma, la imagen del Cristo de la Misericordia salió también en 1659 en una procesión de rogativa para atajar una plaga de langosta que asoló varias islas. Pero el milagro atribuido a su intercesión más famoso y recordado sucedió el 5 de mayo de 1706, este día explotó el volcán Trevejo y arrasó con el antiguo puerto de Garachico. La imagen del Cristo fue sacada en procesión y la erupción paró milagrosamente ante el asombro de los allí presentes.
La imagen del Cristo actualmente se venera en la Parroquia Matriz de Santa Ana de Garachico y es (junto a San Roque) la imagen más venerada del municipio, así como una de las más veneradas de la comarca norte de la isla.

## Restauraciones
La talla ha sido sometida a diferentes restauraciones a lo largo de los siglos, algunas menos acertadas que otras. Así en 1666 se lo repolicromó, al igual que ocurrió en 1762.
En las últimas décadas del siglo XX fue de nuevo intervenido por un imaginero de la isla. Estas actuaciones han configurado la visión actual de la imagen, algunos detalles del paño de pudor realizado en telas encoladas guardan cierta similitud con los del Santísimo Cristo de La Laguna, venerado también en Tenerife y que ejerció una notable influencia en la confección de los Cristos isleños.

## Fiestas Lustrales del Cristo
Estas fiestas tienen lugar cada cinco años y recuerdan el citado milagro de 1706 durante la erupción volcánica del Trevejo. Destacan porque son las únicas Fiestas Lustrales que se celebran en Tenerife. Los días más importantes son entre el 22 de julio y el 16 de agosto.
El Santísimo Cristo sale en procesión hasta llegar a la explanada del muelle, aquí comienza el mayor espectáculo de las fiestas, los fuegos del Risco que reviven dicha erupción volcánica. La última vez que se celebraron estas fiestas fue en 2025 y la próxima será en 2030.
Además de esta festividad, el Cristo celebra su fiesta anual el penúltimo domingo de octubre (domingo anterior a la Fiesta de Cristo Rey) y también procesiona en Semana Santa los días: Viernes de Dolores, Domingo de Ramos y Viernes Santo.